# Ranxeria Picayune d'indis chukchansi
La ranxeria Picanyune d'indis chukchansi és la reserva índia i una tribu reconeguda federalment dels yokuts chukchansi. La Ranxeria Picayune és la ranxeria de la tribu, situada al comtat de Madera a Califòrnia central.

## Govern
La seu de la tribu està situada a Coarsegold (Califòrnia). Estan governats per un consell tribal escollit democràticament de set membres. El cap tribal actual és Nancy Ayala.

## Reserva
Fundada en 1912, la ranxeria Picayune (37° 12′ 41″ N, 119° 42′ 03″ O / 37.21139°N,119.70083°O) té una extensió de 160 acres 0 650.000 metres quadrats i es troba al comtat de Madera a Coarsegold (Califòrnia). La comunitat de Yosemite Lakes també es troba a la vora.

## Desenvolupament econòmic
La tribu posseeix i gestiona els Chukchansi Gold Resort and Casino, California Market Buffet, Goldfield's Cafe, Noodle Bar, Vintage Steakhouse, i Bakery, totes situades a Coarsegold. El Casino té els derts de nom del Parc Chukchansi a Fresno.